# Juhani Kärkinen
Juhani »Jussi« Tapio Antero Kärkinen, finski smučarski skakalec, * 28. oktober 1935, Kotka, Finska, † 29. avgust 2019, Lahti.
Kärkinen je nastopil na Zimskih olimpijskih igrah 1960 v Squaw Valleyju, kjer je osvojil osmo mesto na srednji skakalnici. Največji uspeh kariere je dosegel z osvojitvijo naslova svetovnega prvaka na Svetovnem prvenstvu 1958 v Lahtiju na veliki skakalnici.